# Puig de les Forques (el Montmell)
El Puig de les Forques és una muntanya de 711 metres que es troba al municipi del Montmell, a la comarca del Baix Penedès.